# Scirpus
Genre
Classification phylogénétique
Scirpus est un genre de plantes à fleur de la famille des Cyperaceae appelée scirpes, bien que de nombreux scirpes n'appartiennent pas à ce genre. Ce sont des végétaux de zones humides.

## Liste des espèces
Il a été décrit près d'un millier d'espèces dans ce genre. Ne sont acceptées à l'heure actuelle qu'une soixantaine :
Selon World Checklist of Selected Plant Families (WCSP) (27 mars 2012) :
- Scirpus ancistrochaetus Schuyler (1962)
- Scirpus angustisquamis Beetle (1946)
- Scirpus asper J.Presl & C.Presl (1828)
- Scirpus atrocinctus Fernald (1899)
- Scirpus atrovirens Willd. (1809) - le Scirpe vert sombre fait partie de la flore obsidionale de France[2]
- Scirpus chunianus Tang & F.T.Wang (1961)
- Scirpus colchicus Kimer. (1975)
- Scirpus congdonii Britton (1918)
- Scirpus cyperinus (L.) Kunth (1837)
- Scirpus dialgamensis Majeed Kak & Javeid (1982)
- Scirpus dichromenoides C.B.Clarke, Bull. Misc. Inform. Kew (1908)
- Scirpus diffusus Schuyler (1966)
- Scirpus divaricatus Elliott (1816)
- Scirpus expansus Fernald (1943)
- Scirpus falsus C.B.Clarke (1898)
- Scirpus ficinioides Kunth (1837)
- Scirpus filipes C.B.Clarke, J. Linn. Soc. (1903)
- Scirpus flaccidifolius (Fernald) Schuyler (1967)
- Scirpus fragrans Ruiz & Pav. (1798)
- Scirpus fuirenoides Maxim. (1887)
- Scirpus georgianus R.M.Harper (1900)
- Scirpus hainanensis S.M.Huang (1977)
- Scirpus hattorianus Makino (1933)
- Scirpus huae T.Koyama (1961)
- Scirpus karuisawensis Makino (1904)
- Scirpus kimsonensis N.K.Khoi (1996)
- Scirpus kunkelii Barros (1962)
- Scirpus lineatus Michx. (1803)
- Scirpus longii Fernald (1911)
- Scirpus lushanensis Ohwi (1938)
- Scirpus maximowiczii C.B.Clarke, Bull. Misc. Inform. Kew (1908)
- Scirpus melanocaulos Phil. (1896)
- Scirpus microcarpus J.Presl & C.Presl (1828)
- Scirpus mitsukurianus Makino (1903)
- Scirpus molinianus Beetle (1953)
- Scirpus orientalis Ohwi (1932)
- Scirpus pallidus (Britton) Fernald (1906)
- Scirpus paniculatocorymbosus Kük. (1930)
- Scirpus peckii Britton (1892)
- Scirpus pedicellatus Fernald (1900)
- Scirpus pendulus Muhl. (1817)
- Scirpus petelotii Gross (1938)
- Scirpus pinguiculus C.B.Clarke (1898)
- Scirpus polyphyllus Vahl (1805)
- Scirpus polystachyus F.Muell. (1855)
- Scirpus radicans Schkuhr (1793)
- Scirpus reichei Boeckeler (1896)
- Scirpus rosthornii Diels (1900)
- Scirpus spegazzinianus Barros (1954)
- Scirpus sylvaticus L. (1753)
- Scirpus ternatanus Reinw. ex Miq. (1856)
- Scirpus trachycaulos Phil. (1896)
- Scirpus wichurae Boeckeler (1870)